# Gallifrey
 (janvier 2022).
Si vous disposez d'ouvrages ou d'articles de référence ou si vous connaissez des sites web de qualité traitant du thème abordé ici, merci de compléter l'article en donnant les références utiles à sa vérifiabilité et en les liant à la section « Notes et références ».
Gallifrey est une planète fictive de la série télévisée de science-fiction britannique Doctor Who. Elle constitue le monde d'origine du Docteur, du Maître ainsi que des autres Seigneurs du Temps.

## Apparitions dans la série
Au cours des premières saisons de la série originale, la planète mère du Docteur n'est pas identifiée par son nom. Elle est montrée pour la première fois dans The War Games (1969), et nommée pour la première fois dans The Time Warrior (1973), soit respectivement 6 ans et 10 ans après le début de la série.
On peut également voir la planète dans l'épisode La Prophétie de Noël (2009), ainsi que dans l'épisode Le Jour du Docteur (2013) et dans Montée en enfer (2015).
Dans l'épisode Le nom du docteur on peut voir Clara Oswald conseiller quel TARDIS prendre au 1er docteur, dans Jamais Seul on comprend, à la fin de l'épisode, que l'enfant seul dans la grange n'est autre que le Docteur ; on retrouve d'ailleurs cette grange dans Le Jour du Docteur et Montée en enfer. Ces deux scènes se déroulent en effet sur Gallifrey.

### Série classique (1963-1989)
- 1969 : The War Games
- 1973 : The Three Doctors
- 1976 : The Deadly Assassin
- 1978 : The Invasion of Time
- 1983 : Arc of Infinity
- 1983 : The Five Doctors
- 1986 : The Trial of a Time Lord

### Série moderne (à partir de 2005)
- 2009 : La Prophétie de Noël (Spécial Noël, Nouvel An 2010)
- 2013 : Le Nom du Docteur (Saison 7 épisode 13)
- 2013 : Le Jour du Docteur (Spécial 50e anniversaire)
- 2014 : Jamais Seul (Saison 8 épisode 4)
- 2015 : Descente au paradis (Saison 9 épisode 11)
- 2015 : Montée en enfer (Saison 9 épisode 12)
- 2020 : La Chute des espions : partie 2 (Saison 12 épisode 2)
- 2020 : L'Ascension des Cybermen (Saison 12 épisode 9)
- 2020 : Les Enfants intemporels (Saison 12 épisode 10)

## Histoire
Gallifrey est la planète d'origine des Seigneurs du Temps. Elle a connu de nombreuses transformations au cours de son histoire géologique et semble abriter des formes de vies communes à la Terre.
Lors de la grande guerre du Temps (opposant les Seigneurs du Temps et les Daleks), Gallifrey fut verrouillée dans le temps (rien ne pouvait y entrer ou en sortir ; voir plus bas) et fut présumée détruite par le Docteur, qui n'avait pas d'autre choix pour stopper enfin cette guerre. Les Daleks et les Seigneurs du Temps ont normalement tous disparu à ce moment-là. Néanmoins, par différents moyens, certains Daleks et le Maître ont échappé à cette disparition, apparaissant au cours des diverses saisons de la série moderne.

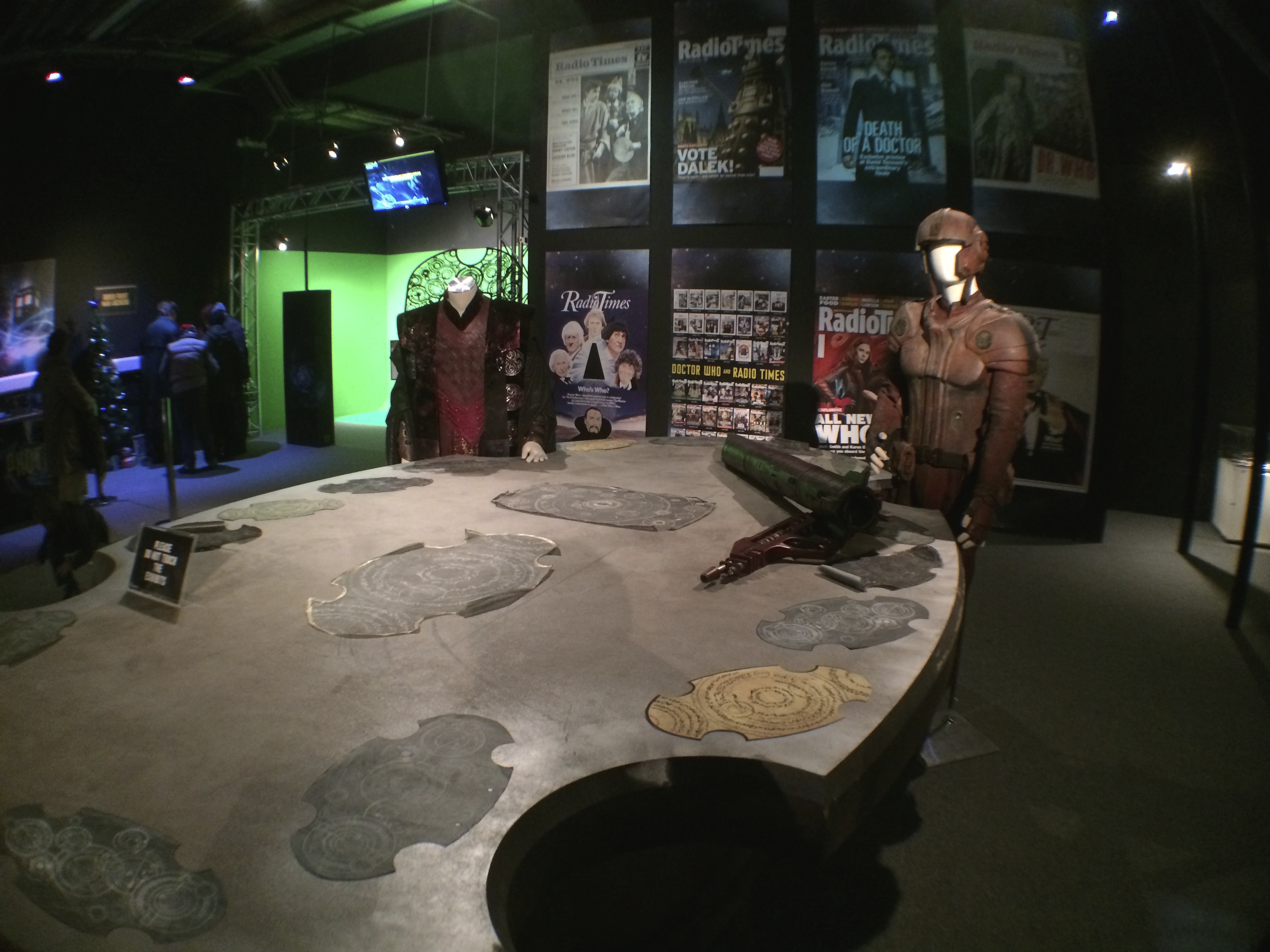
La table de l'État-major de Gallifrey à la Doctor Who Experience.

### Verrouillage temporel de Gallifrey
Le verrouillage temporel de Gallifrey (en anglais : Timelock) fait que la planète reste dans une boucle temporelle, isolée du reste de l'univers dans un combat perpétuel entre les Seigneurs du Temps et les Daleks. Les seuls Seigneurs du Temps ayant échappé au Verrou temporel sont le Docteur et Le Maître, ayant fui au cours de la Guerre du Temps.
Le verrou temporel a été mis en place pour empêcher les Seigneurs du Temps d'appliquer l'Ultime Sanction (qui avait pour but de détruire le Vortex du temps et permettre aux Seigneurs du Temps de s'affranchir de leur enveloppe physique). Les Seigneurs du Temps ont essayé de faire revenir Gallifrey dans l'univers à l'aide du Maître (ignorant de cette volonté) et d'une étoile à pointe blanche pour établir un lien entre l'univers et Gallifrey dans l'épisode « La Prophétie de Noël ». Mais au dernier moment, le Maître s'y opposa en s'alliant avec le Docteur et Gallifrey retourna dans son verrou temporel.
Dans L'Heure du Docteur il est expliqué que les Seigneurs du Temps ont utilisé la faille issu de la destruction du TARDIS, qui constituait le fil rouge de la saison 5, faille par laquelle ils émettent un signal à travers tout l'espace et le temps, qui une fois traduit devient "Doctor Who" ( "Docteur Qui ?", en français ), la réponse du Docteur devant permettre le retour de Gallifrey.

## Habitants

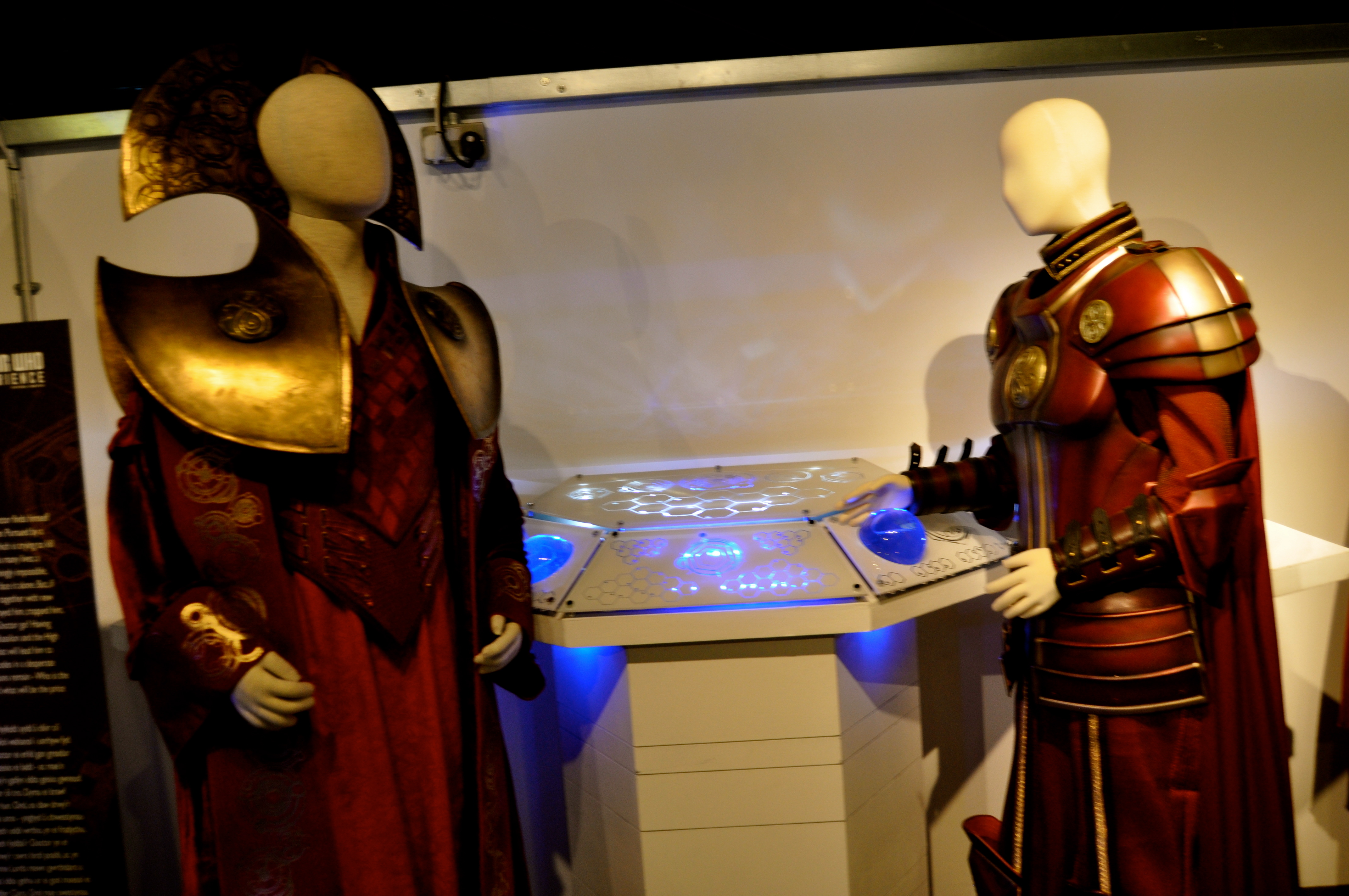
Des Seigneurs du Temps d'après la grande guerre.

Les habitants d'origine de Gallifrey sont les Shobogans.
Les Shobogans sont devenus ensuite des Seigneurs du Temps renégats ayant décidé de retourner à la nature, des proscrits politiques ou des criminels expulsés des cités. Vêtus à la manière d'Amérindiens dans la série classique, ils prennent une allure de fermiers de l'Ouest américain dans la série moderne. Ils sont principalement connus dans la citadelle pour dégrader les bâtiments officiels ; leur existence même et leurs actions de vandalisme sont tabous chez les Seigneurs du Temps, car ils craignent que les polémiques à ce propos ne déstabilisent le régime et l'opinion publique.
Les habitants de Gallifrey sont supposément les Gallifreyens ; cependant, tous ne semblent pas être des Seigneurs du Temps, titre qui correspond à une forme de noblesse.
D'apparence humaine, l'une des seules différences biologiques entre les Gallifreyens et les humains est d'avoir deux cœurs, plusieurs cerveaux et des capacités psychiques hors du commun. Il est possible de voir dans certains épisodes de la série classique des Seigneurs du Temps à l'état préhistorique.
Les Seigneurs du Temps sont presque « immortels » (ils peuvent en fait se régénérer jusqu'à douze fois s'ils viennent à être tués) et vivent, sauf accident, plusieurs milliers d'années ; on ne dispose pas d'informations précises sur le nombre d'habitants de la planète (dans Le Jour Du Docteur il est dit qu'il y avait 2 milliards 470 millions d'enfants sur Gallifrey durant la Guerre du Temps, donc par déduction environ 7 milliards d'âmes). On peut apercevoir de nombreux Seigneurs du Temps dans les épisodes hors-saisons La Prophétie de Noël I & II (2009) qui constituent probablement la chambre du Panopticon.
Une possible race de rongeurs appelée « tafelshrews » est citée dans un spin-off. Il existe aussi des oiseaux, des souris et des chats sur Gallifrey.
Dans l’épisode Les Enfants intemporels de la saison 12, il y est révélé que l’histoire officielle de Gallifrey et de l'origine des Seigneurs du temps a été modifiée puis effacée. Il y est révélé que le Docteur est originaire d'une planète inconnue et non de Gallifrey. Elle a été trouvée seule et abandonnée alors qu'elle était enfant par une exploratrice, Tecteun, une Shobogan, au pied d'un portail décrit comme « une frontière vers une dimension ou un univers inconnu », sur une planète déserte aux confins d'une galaxie. Elle est ramenée sur Gallifrey par Tecteun qui devient sa mère adoptive et y grandit avec le peuple Shobogan. À la suite d'un accident mortel, l'enfant se régénère devant Tecteun. Elle est alors présentée comme l'enfant intemporel, premier être à s'être régénéré sur Gallifrey. Tecteun passe alors sa vie à tenter toutes sortes d’expériences sur son enfant adoptif dans l'espoir d'identifier l'origine de la régénération. À la suite du succès de ses recherches, elle introduit des éléments du code génétique de l'enfant intemporel dans une partie du peuple Shobogan, leur permettant à eux ainsi qu'aux générations futures d'avoir la capacité de se régénérer avec une limitation fixée à 12 régénérations. Ceux-ci se font dès lors appeler les Seigneurs du Temps. L'histoire officielle de Gallifrey sera par la suite effacée et modifiée, et la mémoire de l'enfant intemporel régulièrement effacée, expliquant pourquoi le Docteur n'a absolument aucun souvenir de cette vie antérieure, ni de toute celles qu'il a vécues par la suite.
Le Docteur est donc à l'origine même des Seigneurs du temps, et il n'est pour le moment pas limité en nombre de régénérations, contrairement à ces derniers.

## Localisation

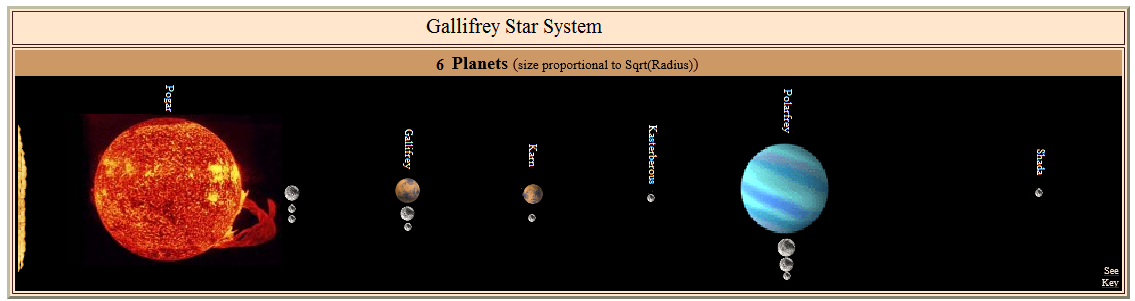
Diagramme du système planétaire fictif de Gallifrey.

Un système binaire double tel qu'il peut en exister dans l'Univers, comme celui de Gallifrey.

Elle est censée être située dans la constellation de Kasterborous, à « coordonnées galactiques zéro à dix-onze zéro-zéro-zéro par deux du centre galactique zéro (10-011-00-02) », à 29 000 années-lumière de la Terre.
Selon le 8e Docteur, Gallifrey se trouve à 250 000 années-lumière de la Terre ;  toutefois on peut douter de ses affirmations car elle place Gallifrey hors de la Voie lactée. River Song affirme d'ailleurs souvent que le Docteur ment constamment. Gallifrey se trouve dans un système binaire car elle possède deux soleils (dont un qui se lève au sud) et deux lunes. Le 4e Docteur dit à Sarah Jane Smith que Gallifrey se trouve à environ 1 milliard de miles (soit environ 1,6 milliard de km) de la planète Karn dans The Brain of Morbius.
Les spin-off indiquent aussi que le système de Gallifrey contient une géante gazeuse bleue à rayures orange (Polarfrey), un large astéroïde (Kasterberous the Fibster) et la prison spatiale désaffectée Shada.

## Géologie et description
Dans tous les épisodes où on peut voir Gallifrey, on observe un climat très chaud, voire quasiment désertique, et une topographie largement montagneuse, ce qui insinuerait qu'elle est ou fut soumise à de forts séismes et éruptions volcaniques. Le Capitole se trouve vraisemblablement dans un désert, près des « pays secs » (comme le dit Rassilon dans Montée en enfer). Le Docteur précise même que la capitale de son peuple était située entre les montagnes du Soulagement et de la Solitude, sur le continent de la Tentation Sauvage ; le Haut Conseil de Gallifrey y réside, ainsi que l'état major des Seigneurs du Temps et des chambres de stase... Le Maître affirme que son père possédait d'immenses pâturages d'herbe rouge sur le mont de la Perdition, dans lesquels il jouait avec le Docteur, lorsqu'ils étaient enfants.

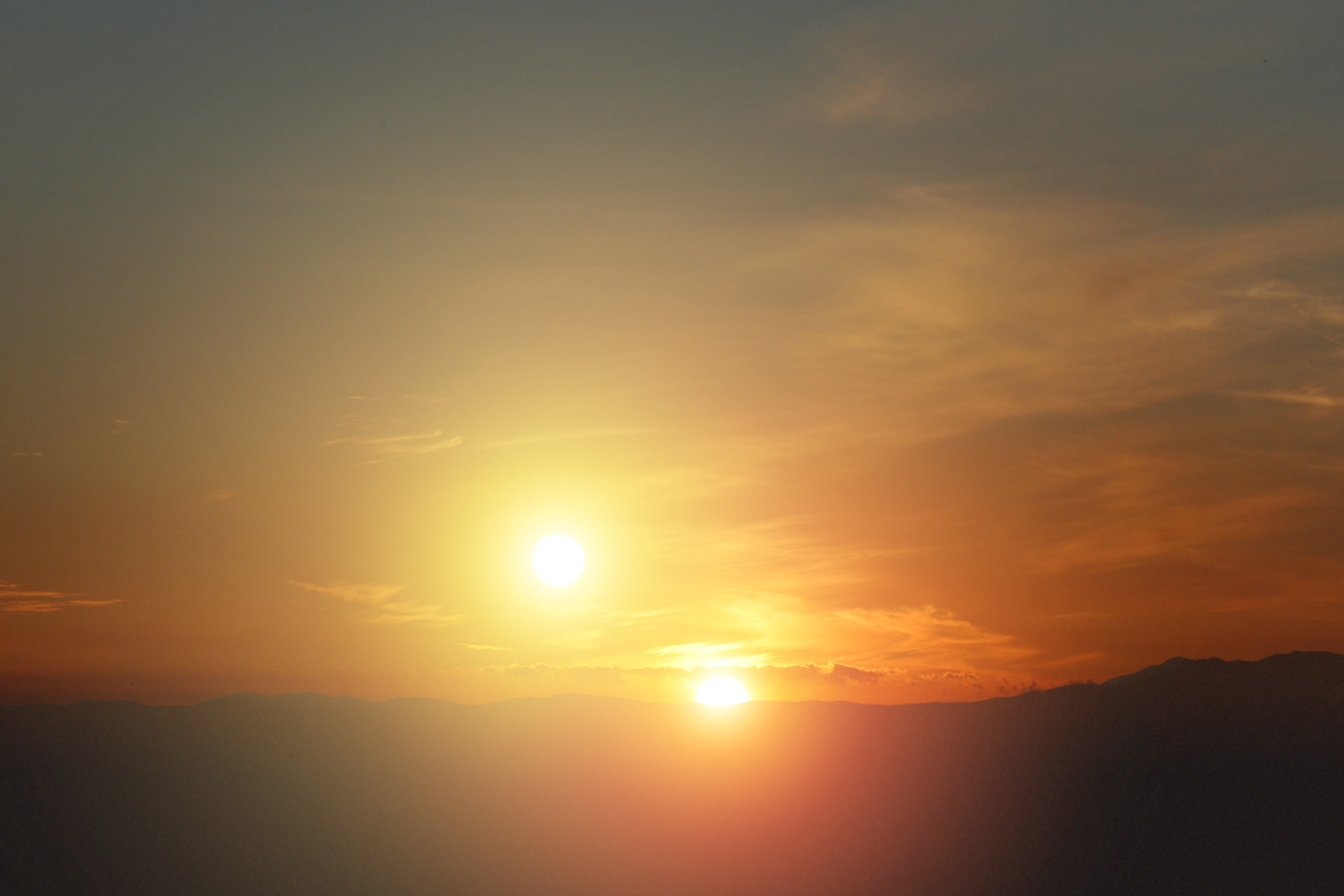
Un crépuscule sur Gallifrey : les deux soleils se couchant derrière les montagnes de la citadelle sont mentionnés par le dixième Docteur.

On ne distingue pas d'eau liquide, mais on peut voir des neiges éternelles sur les hauts sommets de la région et des nuages, ce qui implique nécessairement un cycle de l'eau. On peut imaginer une atmosphère différente de la Terre mais vivable tout de même, à cause de la couleur du ciel (jaune-orange brûlé). Quant à la taille de la planète, elle semble avoir un diamètre 2 à 3 fois plus grand que celui de la Terre (La Prophétie de Noël) avec toutefois une densité équivalente, ce qui a peut-être un rapport avec l'Œil de l'Harmonie qui équilibre toutes choses, et se trouve au cœur de la planète.
La toute première description de Gallifrey dans la série est faite par Susan Foreman, la petite-fille du Docteur, dans la sixième partie de The Sensorites, septième épisode de la série originelle.

« It's quite like Earth, but at night the sky is a burnt orange; and the leaves on the trees are bright silver...
(C'est assez semblable à la Terre, mais la nuit, le ciel est orange brûlé ; et les feuilles des arbres sont d'un argent brillant...) »

— Susan Foreman, The Sensorites
L'épisode L'Embouteillage sans fin se termine par une description de Gallifrey du dixième Docteur à Martha Jones :

« A un moment, je pouvais imaginer qu'ils [les Seigneurs du Temps] étaient encore en vie, sous un ciel brun orange. [...] Oh, si vous aviez vu cette vieille planète. Le second soleil se levait au Sud sur les montagnes toutes dorées. Les feuilles des arbres étaient argentées, et lorsque le soleil les enveloppaient le matin, on aurait dit une forêt en feu. Et a l'automne, il soufflait une douce brise dans les branches. »

Dans l'épisode Que tapent les tambours, le Docteur en fait une description devant Jack Harkness et Martha Jones :

« C'était magnifique, d'ailleurs certains l'appelaient « le monde de lumière aux sept systèmes et au continent de la tentation sauvage » !
Dans les montagnes du soulagement et de la solitude se dressait la citadelle des Seigneurs du Temps. La race la plus ancienne et la plus puissante de l'Univers surplombait la galaxie, sans jamais s'ingérer. Elle n'était qu'observatrice.
Les enfants de Gallifrey étaient séparés des familles à l'âge de huit ans pour entrer à l'Académie…
Lors de l'initiation, on était confrontés à un schisme métamorphique modérateur. C'est une faille dans la réalité des choses par laquelle on peut accéder au Vortex…
Face à la réalité du temps et de l'espace en étant si jeune ! Cela en inspirait certains… d'autres fuyaient… d'autres encore devenaient fous. »

— le Docteur, Que tapent les tambours
Dans d'autres épisodes le Docteur dit aussi que les plaines de Gallifrey sont recouvertes d'herbe rouge, elle-même recouverte de neige[réf. souhaitée]. On remarque d'ailleurs une similitude entre les descriptions de Susan et du Docteur, qui reprend presque mot à mot les principaux éléments de la phrase de sa petite-fille.
La deuxième ville la plus importante de la planète, Arcadia, possède 400 tranchées atmosphériques capables de résister à diverses attaques redoutables. La Capitole abrite le Cloître, la gigantesque base de données des Seigneurs du Temps (Le Jour du Docteur), et centralise le pouvoir politique et religieux. Lors d'un échange entre le dixième Docteur et le Maître, une citadelle tombée durant la guerre du Temps nommée le Cruxiforme est également mentionnée.